# Heliria fitchi
Heliria fitchi är en insektsart som beskrevs av Ball. Heliria fitchi ingår i släktet Heliria och familjen hornstritar. Inga underarter finns listade i Catalogue of Life.